# 배스 학교 폭파 사건

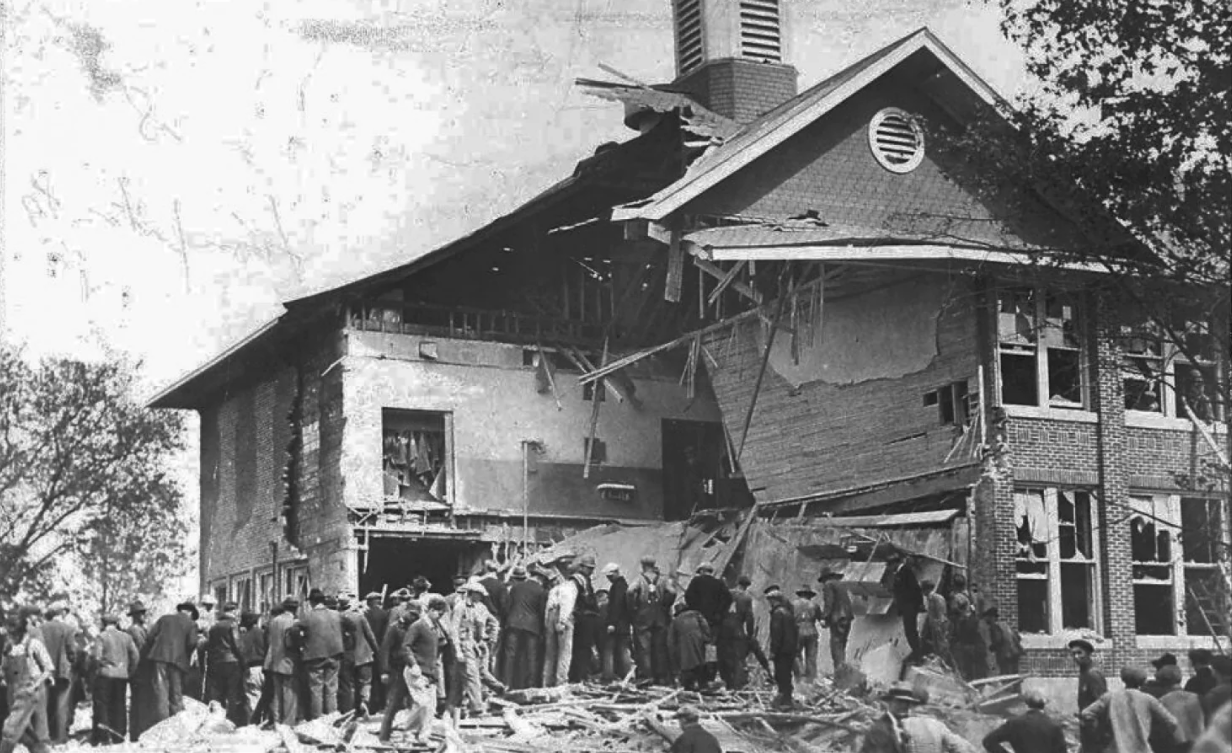
폭발 이후 학교의 정면 모습

배스 학교 참사(Bath School disaster)는 1927년 5월 18일 미국 미시간주의 배스(Bath Township)에서 앤드루 필립 키호(Andrew Philip Kehoe)가 일으킨 폭탄 테러 사건이다. 45명이 사망하고 58명이 부상을 당했으며, 희생자의 대부분은 폭파된 배스 통합 학교(Bath Consolidated School)의 7세 ~ 12세의 어린 학생들이었다. 미국 역사상 학교에서 발생한 집단 살인으로 피해자 수가 가장 많은 사건으로 남아 있다.

## 경과

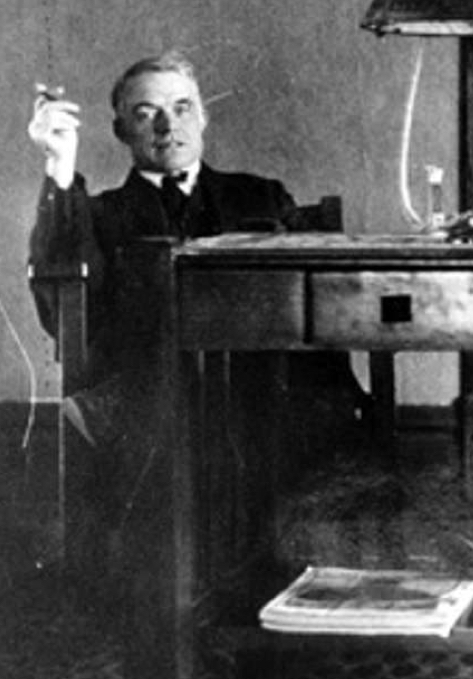
사건을 일으킨 앤드류 키호

범인은 현지의 교육위원회 이사와 회계 담당을 맡던 앤드루 필립 키호(Andrew Philip Kehoe)였다. 키호는 절약에 매우 신경을 쓰는 사람으로 알려져 있었는데 위원회에서 다른 위원들과 세금과 지출을 아끼는 문제로 계속 충돌하고 있었다. 그러던 중 빚을 값지 못해 담보로 해둔 소유 농장이 강제 집행 예정 대상이 되었고, 이에 대해 마을에서 학교 건물 건설을 위해 새롭게 부과한 재산세 때문에 돈을 충당하지 못했다고 생각하여, 이 건이 키호의 범행 동기가 되었다. 1925년에는 마을 서기 역에 지원하였으나 선거에서 탈락한 이후 마을로부터 거부당한 것에 크게 분노했다고 한다.
키호는 1926년 중반부터 준비하여 배스 통합 학교에 폭탄을 설치해두었고 알람 시계와 연결하여 정해진 시간에 폭파될 수 있도록 설정하였다. 명확한 시점은 불명이나 퇴원 기록이 있는 1927년 5월 16일 이후 그는 중증 폐결핵을 앓던 자신의 아내를 살해하였다. 곧 5월 18일 아침 8시 45분경에 키호는 아내의 시체와 함께 자신의 집과 농장 건물을 폭파시켜 화재를 일으킨 직후 포드 트럭을 타고 학교로 향했고, 곧 비슷한 시간에 맞춰둔 시한폭탄이 터져 배스 학교에 폭발을 일으켰다. 폭발 소리를 듣고 바로 지역 주민들이 학교로 달려갔으나 현장은 이미 재앙과 같은 상태가 된 후였다. 약 30분 뒤 학교에 도착한 키호는 경찰서장을 자신의 트럭으로 불러들였다. 이후 일은 확실하지 않으나 목격자에 따르면 당시 두 명이 장총을 가지고 실랑이를 벌이는 모습이 보였다고 하며, 곧 트럭에 설치해둔 폭탄이 터져 키호와 경찰서장을 포함한 4명이 사망했다.